# Helga Németh
Helga Németh (Nagykanizsa, 7 de agosto de 1973) es una exjugadora de balonmano húngara que, durante su carrera activa, formó parte de la selección nacional que obtuvo la medalla de bronce en los Juegos Olímpicos de Verano de 1996.
Después de retirarse como jugadora de balonmano, Helga Németh inició su carrera como entrenadora y fundó su propia organización benéfica destinada a apoyar a niños en situación de necesidad, ahora desaparecida.

## Trayectoria
Con apenas nueve o diez años ya destacaba como jugadora juvenil en el equipo Olajbányász de su ciudad, bajo la dirección de László Uzsoki. Su talento quedó demostrado al ser convocada en varias ocasiones por la selección nacional juvenil. A los 16 años jugaba en el BHG de Budapest, en la primera división húngara (NBI), y con tan solo 17 años fue llamada a formar parte de la selección nacional absoluta. Németh comenzó su carrera profesional en clubes húngaros antes de trasladarse al extranjero, donde jugó en ligas de alto nivel en países como Croacia, Dinamarca y Austria.
A nivel de selecciones, Helga Németh formó parte del equipo nacional húngaro que obtuvo la medalla de plata en el Campeonato Mundial de Balonmano Femenino de 1995 celebrado en Austria y Hungría. También compitió en los Juegos Olímpicos de Atlanta 1996, donde el equipo húngaro terminó en tercera posición y en el Europeo de 1998, donde también se alzó con la medalla de bronce.

### Clubes
- 1989-1991:  BHG Budapest
- 1991-1993:  TFSE Budapest
- 1993-1994:  Hypo Niederösterreich
- 1994-1997:  Dunaferr SE Dunaujváros
- 1997-1998:  Podravka SC Koprivnica
- 1998-2003:  Cornexi-Alcoa Székesvehérvár
- 2003-2004:  VHK Viborg[7]
- 2004-2005:  Dunaferr SE Dunaujváros
- 2005-2008:  FTC Ferencváros Torna Club Budapest[8]
- 2008-2013:  VSE Érd (Hungría) como jugador y entrenador

## Premios y reconocimientos
Durante su carrera como jugadora de balonmano, ganó numerosos torneos y fue distinguida con diversos premios honoríficos.

### Selección nacional húngara
- 1 x  Medalla de bronce en los Juegos Olímpicos (1996)
- 1 x  Medalla de plata en el Campeonato del Mundo (1995)
- 1 x  Medalla de bronce en el Campeonato Europeo (1998)[9]

### Clubes
- 1 x Champions League (1994)
- 3 x Liga Europea de la EHF (1995, 2004, 2006): EHF Viborg (Dinamarca)
- 1 x Recopa de Europa (1995)
- 1 x Liga de Austria (1994)
- 1 x Copa de Austria (1994)
- 1 x Liga de Croacia (1997)
- 1 x Copa de Croacia (1997)
- 1 x Liga de Dinamarca (2004)
- 1 x Copa de Dinamarca (2004)
- 1 x Liga de Hungría (2007)

### Reconocimientos personales
- 1994: Miembro del equipo All Star de la selección europea
- 1994: Seleccionada como lateral derecho All-Star de la Eurocopa
- 1997: Segunda mejor jugadora de balonmano del mundo (tras Anja Andersen)[2]